# Jan Vertonghen
Jan Vertonghen (n. 24 aprilie 1987, Sint-Niklaas, Flandra, Belgia) este un fotbalist belgian, care joacă pe post de fundaș central la Anderlecht în Prima Ligă Belgiană. Pe plan internațional, are prezențe la națională pentru Belgia, Belgia U16⁠(d) și Belgia U21⁠(d).

## Goluri internaționale
| #  | Data               | Stadion                                           | Oponent               | Scor | Rezultat | Competiția                                             |
| -- | ------------------ | ------------------------------------------------- | --------------------- | ---- | -------- | ------------------------------------------------------ |
| 1  | 12 august 2009     | Na Stínadlech, Teplice, Cehia                     | Cehia                 | 1–3  | 1–3      | Meci amical                                            |
| 2  | 29 martie 2011     | Stadionul Regele Baudouin, Bruxelles, Belgia      | Azerbaidjan           | 4–1  | 4–1      | Preliminariile Campionatului European de Fotbal 2012   |
| 3  | 15 august 2012     | Stadionul Regele Baudouin, Bruxelles, Belgia      | Țările de Jos         | 4–2  | 4–2      | Meci amical                                            |
| 4  | 7 septembrie 2012  | Millennium Stadium, Cardiff, Țara Galilor         | Țara Galilor          | 2–0  | 2–0      | Calificările pentru Campionatul Mondial de Fotbal 2014 |
| 5  | 26 iunie 2014      | Arena Corinthians, São Paulo, Brazilia            | Coreea de Sud         | 1–0  | 1–0      | Campionatul Mondial de Fotbal 2014                     |
| 6  | 13 noiembrie 2015  | Stadionul Regele Baudouin, Bruxelles, Belgia      | Italia                | 1–1  | 3–1      | Meci amical                                            |
| 7  | 3 septembrie 2017  | Karaiskakis Stadium, Atena, Grecia                | Grecia                | 1–0  | 2–1      | Calificări Cupa Mondială 2018                          |
| 8  | 7 octombrie 2017   | Stadion Grbavica, Sarajevo, Bosnia și Herzegovina | Bosnia și Herțegovina | 3–2  | 4–3      | Calificări Cupa Mondială 2018                          |
| 9  | 2 iulie 2018       | Rostov Arena, Rostov-pe-Don, Rusia                | Japonia               | 1–2  | 3–2      | Cupa Mondială 2018                                     |
| 10 | 12 septembrie 2023 | Stadionul Regele Baudouin, Bruxelles, Belgia      | Estonia               | 1–0  | 5–0      | Calificări EURO 2024                                   |

## Statistici carieră

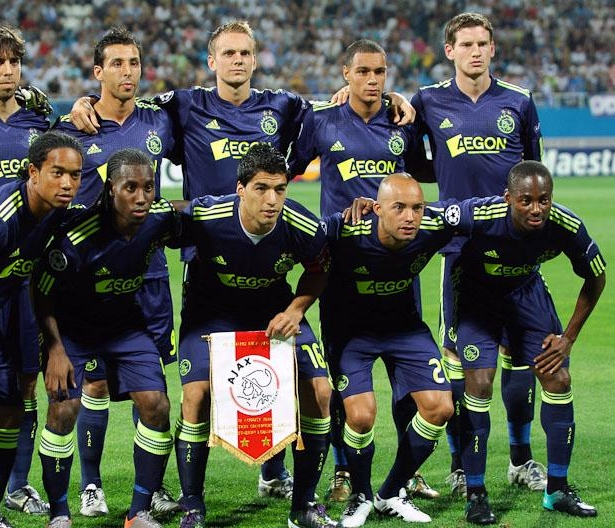
Vertonghen (dreapta sus) a jucat la Ajax între 2003 - 2012.

La 10 noi 2013.
| Club                | Sezon   | Campionat | Campionat | Cupă    | Cupă   | Europa  | Europa | Other   | Other  | Total   | Total  |
| Club                | Sezon   | Meciuri   | Goluri    | Meciuri | Goluri | Meciuri | Goluri | Meciuri | Goluri | Meciuri | Goluri |
| ------------------- | ------- | --------- | --------- | ------- | ------ | ------- | ------ | ------- | ------ | ------- | ------ |
| Ajax                | 2006–07 | 3         | 0         | 0       | 0      | 3       | 0      | 0       | 0      | 6       | 0      |
| RKC Waalwijk (loan) | 2006–07 | 12        | 3         | 2       | 0      | ––      | ––     | 6       | 0      | 20      | 3      |
| Ajax                | 2007–08 | 31        | 2         | 3       | 0      | 1       | 0      | 2       | 0      | 37      | 2      |
| Ajax                | 2008–09 | 26        | 4         | 2       | 0      | 7       | 1      | 0       | 0      | 35      | 5      |
| Ajax                | 2009–10 | 32        | 3         | 7       | 0      | 10      | 0      | 0       | 0      | 49      | 3      |
| Ajax                | 2010–11 | 32        | 6         | 6       | 1      | 13      | 1      | 0       | 0      | 51      | 8      |
| Ajax                | 2011–12 | 31        | 8         | 3       | 2      | 8       | 0      | 0       | 0      | 42      | 10     |
| Tottenham Hotspur   | 2012–13 | 34        | 4         | 3       | 1      | 12      | 1      | 0       | 0      | 49      | 7      |
| Tottenham Hotspur   | 2013–14 | 23        | 0         | 2       | 0      | 8       | 1      | 0       | 0      | 33      | 1      |
| Total               | Total   | 224       | 30        | 28      | 4      | 62      | 4      | 8       | 0      | 322     | 39     |

## Palmares
Ajax
- Eredivisie: 2010–11, 2011–12
- KNVB Cup: 2009–10

Benfica
- Primeira Liga: 2022–23[9]

Individual
- Talentul anului la AFC Ajax: 2007–08
- Jucătorul anului la AFC Ajax: 2011–12
- Fotbalistul olandez al anului: 2012
- Inclus în echipa anului în Premier League: 2012–13
- Jucătorul lunii în Premier League: martie 2013